# 199 (číslo)
Sto devadesát devět je přirozené číslo, které následuje po čísle sto devadesát osm a předchází číslu dvě stě. Římskými číslicemi se zapisuje CXCIX a řeckými číslicemi ρϟθ.

## Matematika
199 je:
- Nešťastné číslo
- Nepříznivé číslo
- Tvoří prvočíselnou dvojici s číslem 197
- Prvočíslo, číslo s opačným pořadím číslic (991) je také prvočíslo

## Chemie
- 199 je nukleonové číslo třetího nejběžnějšího izotopu rtuti[1]

## Astronomie
- (199) Byblis je planetka hlavního pásu, kterou objevil v roce 1879 Christian Heinrich Friedrich Peters

## Doprava
- Silnice II/199 je česká silnice II. třídy vedoucí na trase II/605 – Ostrov – Tachov – Svobodka – Německo[2]

## Roky
- 199
- 199 př. n. l.